# Tiejärvi (Gällivare socken, Lappland, 741377-172156)
Tiejärvi är en sjö i Gällivare kommun i Lappland och ingår i Råneälvens huvudavrinningsområde. Sjön har en area på 0,0636 kvadratkilometer och ligger 339,6 meter över havet.

## Delavrinningsområde
Tiejärvi ingår i det delavrinningsområde (741361-172159) som SMHI kallar för Mynnar i Råneälvens vattendragsyta. Medelhöjden är 354 meter över havet och ytan är 21,54 kvadratkilometer. Det finns inga avrinningsområden uppströms utan avrinningsområdet är högsta punkten. Saitijoki som avvattnar avrinningsområdet har biflödesordning 2, vilket innebär att vattnet flödar genom totalt 2 vattendrag innan det når havet efter 163 kilometer. Avrinningsområdet består mestadels av skog (64 procent) och sankmarker (33 procent). Avrinningsområdet har 0,06 kvadratkilometer vattenytor vilket ger det en sjöprocent på 0,3 procent. Bebyggelsen i området täcker en yta av 0,21 kvadratkilometer eller 1 procent av avrinningsområdet.